# Kerabistus sjostedti
Kerabistus sjostedti är en insektsart som först beskrevs av Günther 1935.  Kerabistus sjostedti ingår i släktet Kerabistus och familjen Aschiphasmatidae. Inga underarter finns listade i Catalogue of Life.